# رابطة المسلمين الكنديين
رابطة المسلمين الكنديين Muslim Association of Canada هي منظمة غير ربحية تعمل على إيصال الخدمات الدينية والتعليمية للمجتمع الإسلامي في  كندا.
تقع مقراتها في مدينة أوتاوا. وتقدم خدماتها في حوالي 11 مدينة. ويتبعها العديد من المدارس والمساجد.